# Cantonul Pont-de-Vaux
Cantonul Pont-de-Vaux este un canton din arondismentul Bourg-en-Bresse, departamentul Ain, regiunea Rhône-Alpes, Franța.

## Comune
| Comune                      | Populație (1999) | Cod poștal | Cod INSEE |
| --------------------------- | ---------------- | ---------- | --------- |
| Arbigny                     | 383              | 01190      | 01016     |
| Boissey                     | 267              | 01190      | 01050     |
| Boz                         | 490              | 01190      | 01057     |
| Chavannes-sur-Reyssouze     | 665              | 01190      | 01094     |
| Chevroux                    | 892              | 01190      | 01102     |
| Gorrevod                    | 781              | 01190      | 01175     |
| Ozan                        | 578              | 01190      | 01284     |
| Pont-de-Vaux                | 2 187            | 01190      | 01305     |
| Reyssouze                   | 905              | 01190      | 01323     |
| Saint-Bénigne               | 1 135            | 01190      | 01337     |
| Saint-Étienne-sur-Reyssouze | 524              | 01190      | 01352     |
| Sermoyer                    | 668              | 01190      | 01402     |